# Linh dương lùn châu Phi
Linh dương lùn châu Phi (Danh pháp khoa học: Neotragini) là một tông linh dương trong phân họ Linh dương bao gồm các loài linh dương cỡ nhỏ và có ngoại hình thấp lùn. Một số nhà thú học (Haltenorth, 1963) còn xếp nó vào một nhóm khác như là một phân họ (Neotraginae).

## Các loài
- - Tông Neotragini
    - Chi Dorcatragus
      - Dorcatragus megalotis

    - Chi Madoqua
      - Madoqua guntheri
      - Madoqua kirkii
        - Madoqua kirkii kirkii
        - Madoqua kirkii cavendishi
        - Madoqua kirkii damarensis
        - Madoqua kirkii hindei

      - Madoqua piacentinii
      - Madoqua saltiana
        - Madoqua saltiana saltiana
        - Madoqua saltiana hararensis
        - Madoqua saltiana lawrenci
        - Madoqua saltiana phillipsi
        - Madoqua saltiana swaynei

    - Chi Neotragus
      - Neotragus batesi: Linh dương lùn
      - Neotragus moschatus
      - Neotragus pygmaeus: Linh dương hoàng gia

    - Chi Oreotragus
      - Oreotragus oreotragus

    - Chi Ourebia
      - Ourebia ourebi
        - Ourebia ourebi aequatoria
        - Ourebia ourebi cottoni
        - Ourebia ourebi dorcas
        - Ourebia ourebi gallarum
        - Ourebia ourebi goslingi
        - Ourebia ourebi haggardi
        - Ourebia ourebi hastata
        - Ourebia ourebi kenyae: Linh dương lùn Kenya
        - Ourebia ourebi montana
        - Ourebia ourebi ourebi
        - Ourebia ourebi quadriscopa
        - Ourebia ourebi rutila
        - Ourebia ourebi ugandae: Linh dương Uganda

    - Chi Raphicerus
      - Raphicerus campestris
        - Raphicerus campestris campestris
        - Raphicerus campestris naumanni

      - Raphicerus melanotis
      - Raphicerus sharpei